# Beria (fils d'Aser)
Pour les articles homonymes, voir Beria.
Beria est un fils d'Aser fils de Jacob et de Zilpa. Ses descendants s'appellent les Beriites.

## Beria et sa famille
Beria a pour frères Yimna, Yishva, Yishvi, a pour sœur Serah et a pour fils Héber et Melchiel,.

## Beria en Égypte
Beria part avec ses fils Héber et Melchiel, avec son père Aser et son grand-père Jacob pour s'installer en Égypte au pays de Goshen dans le delta du Nil.
La famille des Beriites dont l'ancêtre est Beria sort du pays d'Égypte avec Moïse,.